# Megaceryle torquata
Il martin pescatore dal collare (Megaceryle torquata Linnaeus, 1766) è un uccello coraciiforme della famiglia Alcedinidae.
Generalmente vive lungo la valle del Rio Grande nel sud-est del Texas negli Stati Uniti e anche in America centrale fino alla Terra del Fuoco in Sud America.